# 1375 en santé et médecine
| Années de la santé et de la médecine : 1372 - 1373 - 1374 - 1375 - 1376 - 1377 - 1378    |
| Décennies de la santé et de la médecine : 1340 - 1350 - 1360 - 1370 - 1380 - 1390 - 1400 |

Cet article présente les faits marquants de l'année 1375 en santé et médecine.

## Événements
- Fondation du second asile d'aliénés connu, l'hospice la Tollkiste, à Hambourg[1].
- Fondation d'un hôpital à Entraygues, dans le Rouergue, par Déodat de Laparra[2].
- Fondation à Orléans dans le Val de Loire, rue des Carmes, près la Croix-Morin, de l'hospice du Mouton rouge, qui « hébergeait quatre pauvres passants chaque soir [et] disparut au début du XVIIe siècle[3] ».
- À Paris, une ordonnance du roi Charles V porte que les étudiants ne pourront plus « pratiquer la médecine une fois licenciés que sous la surveillance de leur maître pendant la première année d'exercice[4] ».

## Personnalités
- Fl. Angelinus Niccholai, barbier à Florence, originaire de Strasbourg[5].
- Fl. Arnaud de Vinhalibus, étudiant à l'université de médecine de Montpellier[6].
- Fl. Augustin de Florentia, barbier à Avignon[5].
- Fl. Gérard Johannis, médecin d'origine bolognaise, confrère de Notre-Dame de la Major à Avignon[5].
- Fl. Godefroi Winman, barbier à Strasbourg[5].
- Fl. Jean de Pruvino, bachelier de la faculté de médecine de Paris[7].
- Fl. Joseph, médecin juif, exerçant probablement à Béziers[7].
- Fl. Josse J., médecin, témoin au procès de béatification du pape Urbain V[7].
- Fl. Nicolas Du Moustier, maître ès arts et bachelier en médecine à Paris[7].
- Fl. Pierre Parent, médecin juré, probablement à Houdan[7].
- 1333-1375 : fl. Bernard de Coulongne, maître ès arts et en médecine, médecin du cardinal Jean de Comminges puis de Louis Ier, duc d'Anjou, et chancelier de l'université de médecine de Montpellier de 1360 à 1364 environ[5].
- 1351-1375 : fl. Gandulfus de Cremona, chirurgien à la cour d'Avignon[5].
- 1375-1376 : fl. Étienne Robaudi, barbier à Grasse, en Provence, qui prescrit à un laboureur un traitement dont le succès est évoqué au procès de béatification du pape Urbain V[5].
- Vers 1375-1377 : fl. Perrot Palmier, médecin de Champeix en Auvergne, « mandé à Carlat, pour soigner un capitaine anglais[7] ».
- 1375-1380 : fl. Bertrand Ministralis, barbier à Avignon[5].
- 1375-1381 : fl. Lugnot, barbier à Dijon en Bourgogne[7].
- 1375-1382 : fl. Jean Pataran, médecin à Lunel en Languedoc, auteur d'un Regimen de conceptione[7].
- 1375-1394 : fl. Perret Ardichuore, barbier à Avignon[7].
- 1375-1408 : fl. Gérard de Lacombe, médecin d'origine auvergnate et peut-être formé à Montpellier, au service de Louis II, duc de Bourbon, du roi Charles VI et de la reine Isabeau[5].

## Publications
- François Bartholomei de Senis (mort en 1390) compose à Avignon son  De venenis, traité sur les poisons qu'il dédie à Philippe d'Alençon, archevêque d'Auch[5].
- Dédicace du Madanavinoda, « dictionnaire des médicaments et des aliments », composé en sanskrit pour Madanapala, raja de Kata, dans l'actuel district de Meerut[8], ouvrage que le médecin indo-musulman Aman-Allah Khanqui[9] traduira en persan au XVIIe siècle sous le titre de Dastur al-honud (« Canon des Indiens »)[10],[11].